# Kamienica Pod Okiem Opatrzności we Wrocławiu
Kamienica Pod Okiem Opatrzności – kamienica znajdująca się przy ul. św. Jadwigi 10 we Wrocławiu.

## Historia kamienicy
Kamienica wraz z sąsiednią kamienicą nr 9 została wzniesiona w 1795 roku, w miejsce zniszczonej przez pożar w 1791 roku szkoły klasztornej opactwa augustiańskiego istniejącej tu od pierwszej połowy XIV wieku. Projektantem wczesnoklasycystycznego budynku był architekt Karl Gottfried Geissler (1754-1823), który nadał jego fasadzie klasycystyczny wygląd z dekoracją nawiązująca do nurtu Zopf.

## Architektura
Kamienica została wzniesiona na planie prostokąta, jako trójkondygnacyjny, trójtraktowy kalenicowo ustawiony budynek pokryty wspólnym z sąsiednią kamienicą trójspadowym dachem. Fasada budynku podzielona jest na pięć osi oddzielonych od siebie smukłymi lizenami dekorowanych rózgami liktorskimi, które wydzielają oś środkową i akcentują naroża. Pod prostokątnymi oknami znajdują się małe podokienniki a na drugiej kondygnacji również nadokienniki. W osi środkowej okna udekorowane są girlandami, a nad oknem pierwszego piętra znajduje się odcinkowy naczółek. Część parterowa jest boniowana. W jej środkowej osi umieszczony został portal, nad którym znajduje się godło domu. W latach 1912–1913 w części parterowej wybito dwa okna wystawowe oraz osobne wejścia do lokalu. W części parterowej znajdowały się pomieszczenia sklepowe: wyższe kondygnacje zajmowały mieszkania.

## Po 1945
Po działaniach wojennych w 1945 roku kamienica nie została znacząco zniszczona. W latach 1975–1976 została gruntownie odrestaurowana; zlikwidowano wówczas osobne wejścia do lokali na parterze i zastąpiono je oknami. Kolejny remont miał miejsce pod koniec 2009 roku.